# Jan Martínez Franchi
Jan Martínez Franchi (Buenos Aires, 28 de janeiro de 1998) é um jogador de voleibol argentino que atua na posição de ponteiro.

## Carreira

### Clube
Franchi foi formado pelo Ciudad Voley, clube de sua cidade natal, com a qual permaneceu vinculado por quatro anos, conquistando a Copa da Argentina em 2017. No ano seguinte, foi contratado pelo Bolívar Voley, ainda na primeira divisão argentina, conquistando o Campeonato Argentino da temporada e a Copa Libertadores de 2018–19.
Em 2019 fez sua estreia fora do voleibol argentino após ser contratado pelo Sesc RJ. Apesar de ter atuado poucas vezes pelo clube devido alguns problemas de contusão, o jogador levantou a taça do Campeonato Carioca de 2019.
Em 2020, o ponteiro fez sua estreia no voleibol europeu após fechar contrato com o VC Greenyard Maaseik, atuando no clube belga por duas temporadas; enquanto em 2022 assina com o Trefl Gdańsk para competir a primeira divisão do campeonato polonês.

### Seleção
Pelas categorias de base, Franchi foi vice-campeão mundial no Campeonato Mundial Sub-19 em 2015, sendo eleito um dos melhores ponteiros da competição. No ano seguinte conquistou os títulos da Copa Pan-Americana Sub-23 e do Campeonato Sul-Americano Sub-21, sendo eleito neste último, o melhor jogador do torneio; enquanto em 2017 se tornou campeão mundial no Campeonato Mundial Sub-23 ao derrotar a seleção russa.
Pela seleção adulta argentina, o ponteiro conquistou os títulos da Copa Pan-Americano de 2018 e dos Jogos Pan-Americanos de 2019.
Foi vice-campeão do Campeonato Sul-Americano nas edições de 2019 e 2021.

## Títulos
Ciudad Vóley
- Copa Argentina: 2017

Bolívar Vóley
- Campeonato Argentino: 2018–19
- Copa Libertadores: 2018–19

Sesc-RJ
- Campeonato Carioca: 2019

## Clubes
| Anos      | Clube                |
| --------- | -------------------- |
| 2015–2018 | Ciudad Voley         |
| 2018–2019 | Bolívar Voley        |
| 2019–2020 | Sesc RJ              |
| 2020–2022 | VC Greenyard Maaseik |
| 2022–     | Trefl Gdańsk         |

## Prêmios individuais
- 2015: Campeonato Mundial Sub-19 – Melhor ponteiro
- 2016: Campeonato Sul-Americano Sub-21 – MVP
- 2019: Campeonato Argentino – Melhor atleta nacional